# Myra Musselman-Carr
Myra Musselman-Carr  (ur. 27 listopada 1871 lub 1880 jako Myra Musselman w  Georgetown, data i miejsce śmierci nieznane) – amerykańska rzeźbiarka i pedagog, przedstawicielka modernizmu.

## Życiorys
Myra Musselman urodziła się 27 listopada 1880 (lub 1871 roku) w  Georgetown, w stanie Kentucky. Była córką Penelope Burgess i Josepha Franklina Musselmana. Wyszła za mąż za Harry’ego Ruperta Carra, z którym miała syna, Harry’ego Ruperta Jr. Studiowała w Cincinnati Art Academy. W 1898 roku w trakcie studiów wystawiła popiersie gipsowe na dorocznej wystawie wiosennej w Cincinnati Art Museum. Do 1908 roku działała w Lexington, po czym przeprowadziła się do stanu Nowy Jork, gdzie mieszkała zarówno w Nowym Jorku jak i w Woodstock. Działała w Woodstock Art Association. Studiowała w Art Students League of New York i u Antoine’a Bourdelle’a w Paryżu. W 1911 roku wystawiała w Art Institute of Chicago (jako Musselman-Carr), a w 1912 w Pennsylvania Academy of the Fine Arts (jako Carr). W 1913 roku wystawiła dwie swoje prace, statuetki Elektra oraz Indianin gryzący kukurydzę (nr kat. 715 i 716) na wystawie sztuki nowoczesnej Armory Show. W latach 1915–1917 była współwłaścicielką i wykładowczynią rzeźby w nowojorskiej Modern Art School. Malarstwo wykładał tam William Zorach. W późniejszym okresie wyszła za mąż za Charlesa Batemana, z którym w 1928 roku miała wspólną wystawę w Whitney Museum of American Art. Około 1930 roku mieszkała w Woodstock.

## Twórczość
Rzeźbiła bezpośrednio w marmurze. Jest autorką fontann w: Kansas City, Bronxville i Roslyn oraz tablicy pamiątkowej w Pittsburghu.